# Монетний двір у Карсон-Сіті
Монетний двір у Карсон-Сіті (англ. Carson City Mint) — колишній монетний двір у США.
Монетний двір Карсон-Сіті був філією Монетного двору Сполучених Штатів, розташовувався у Карсон-Сіті, шт. Невада. На монетному дворі карбувалася в невеликий кількості срібні монети, також карбувалися золоті монети. Монетний двір працював протягом 19 років.
Монетний двір у Карсон-Сіті був створений у 1863 році, але почав карбувати монети з 1870 року. З 1885 року монетний двір припиняє свою діяльність, яка відновлюється в 1889 році. У 1893 році робота монетного двора припиняється, і він закрився назавжди.
У наш час приміщення монетного двору уміщує в собі музей штату Невада в Карсон-Сіті.

## Історія

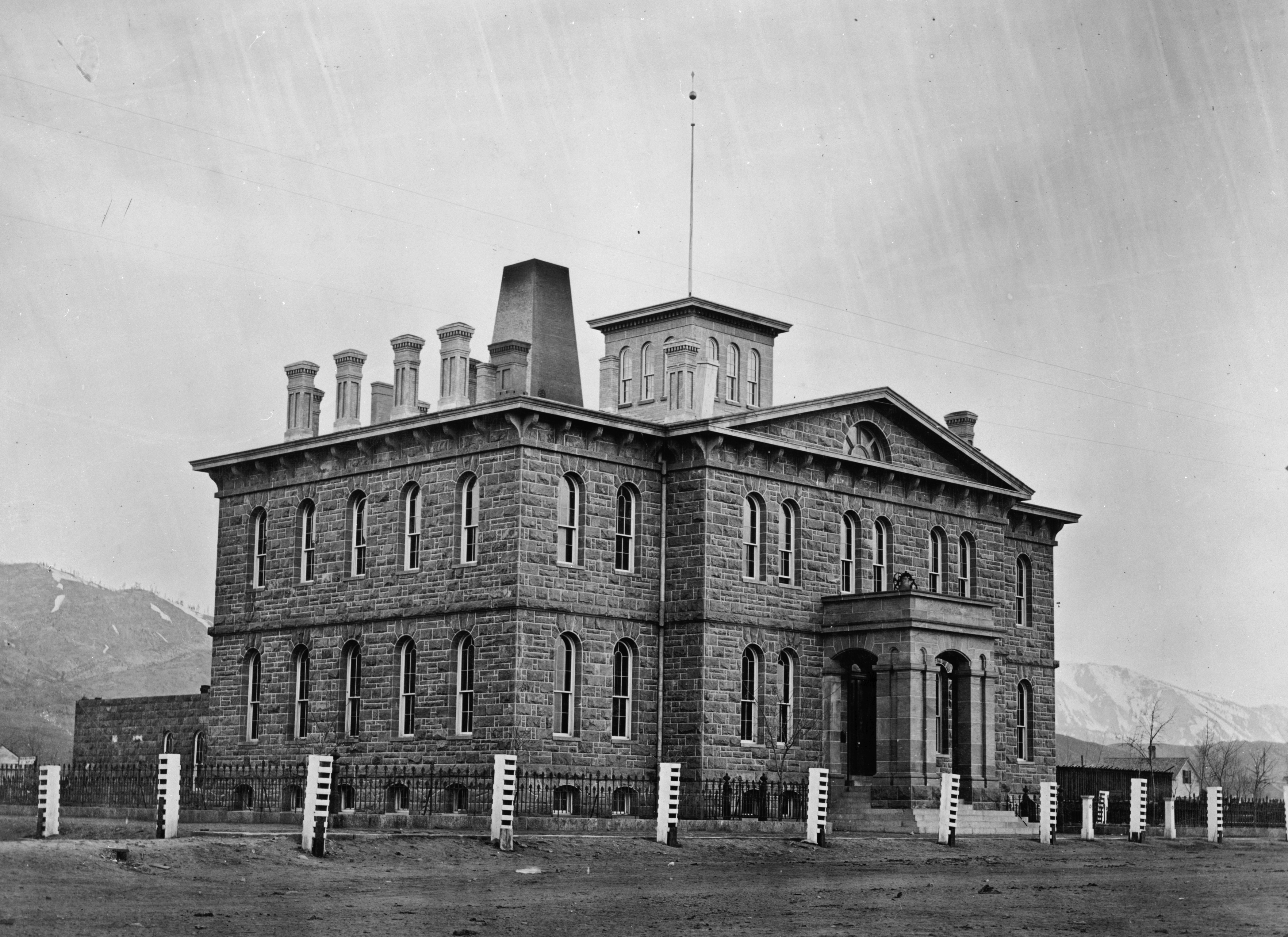
Монетний двір у Карсон-Сіті, 1866

Монетний двір було побудовано під час срібного буму у США. Сам він був зручно розташований біля місцевої срібної копальні.
50 випусків срібних монет і 57 випусків золотих монет, викарбуваних тут у період з 1870 по 1893 рік носили знак монетного двору у вигляді літер «CC». Монетний двір був створений у місті Карсон-Сіті, щоб полегшити карбування срібних монет зі срібла добутого в Комсток-Лоуд, так само як монетний двір у Сан-Франциско був створений для полегшення карбування золотих монет із золота під час Каліфорнійської золотої лихоманки.
З 1895 по 1933 рік, будинок колишнього монетного двору служив Палатою проб та ваг США для золота і срібла. У 1939 році федеральний уряд продав будівлю штату Невада. Викарбувані тут монети, особливо долар Моргана, рідкісні та цінуються серед колекціонерів.

## Сьогодення
У наш час приміщення монетного двору уміщує в собі музей штату Невада в Карсон-Сіті. Але в приміщенні досі зостається обладнання на якому карбувалися монети. Прес використовується для карбування пам'ятних медальйонів, зі знаком монетного двору «CC». Найостанніший з таких медальйонів, присвячений 75-ти річчю музею.

## Монети які карбувалися на монетному дворі

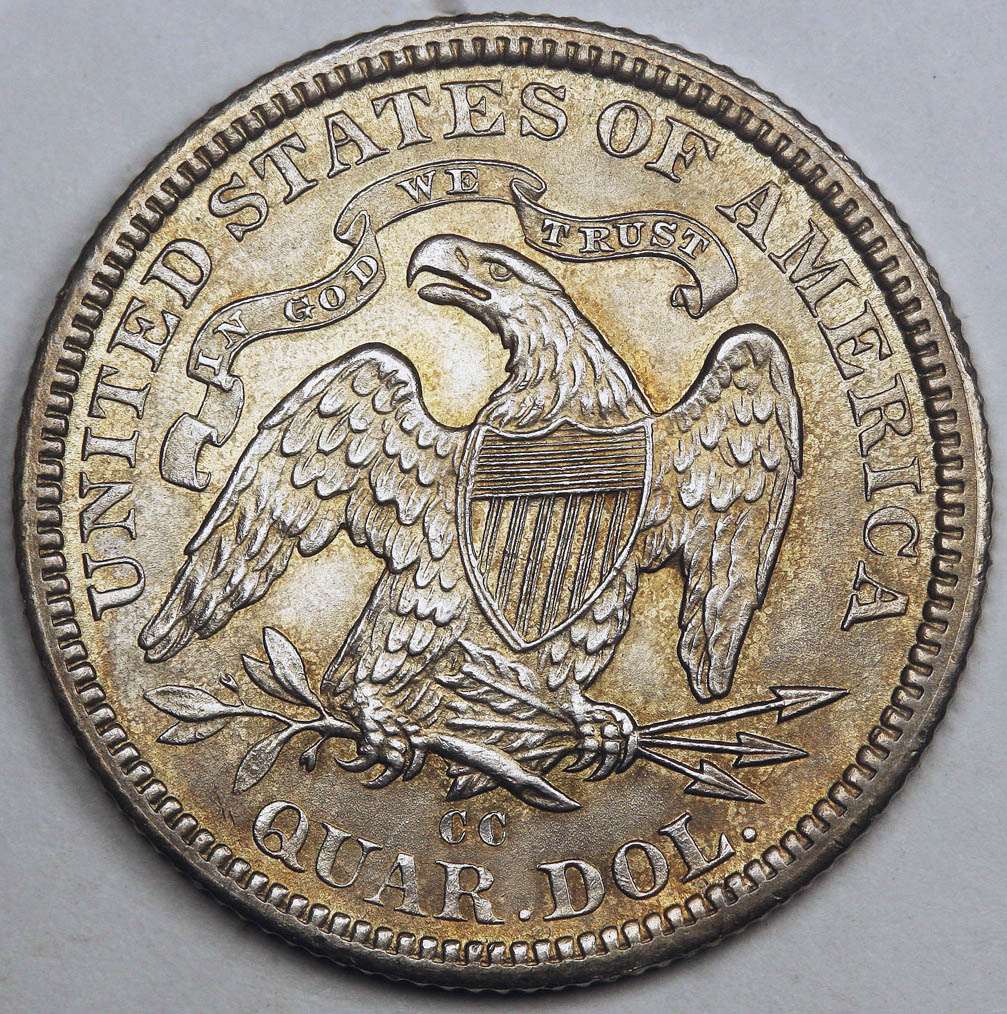
Чверть долара (Свобода, що сидить) 1877 року, викарбуваний у Карсон-Сіті)

### Срібні монети
- Дайм (Свобода, що сидить) (1871-78);
- Двадцяти центові монети (1875–76);
- Чверть долара (Свобода, що сидить) (1870–78);
- Півдолара (Свобода, що сидить) (1870–78);
- Долар (Свобода, що сидить) (1870–73);
- Торговий долар (1873–85);
- Долар (Морган) (1878–93).

### Золоті монети
- Пів орла (1870–84, 1890–93);
- Орел (1870–84, 1890–93);
- Подвійний орел (1870–85, 1889–93)

## Джерело
- Нумізматичний сайт [Архівовано 6 січня 2017 у Wayback Machine.] (англ.)
- The United States Mint [Архівовано 30 грудня 2016 у Wayback Machine.] (англ.)